# Гнойно (Свентокшиське воєводство)
Гнойно (пол. Gnojno) — село в Польщі, у гміні Гнойно Буського повіту Свентокшиського воєводства.
Населення — 803 особи (2011).
У 1975-1998 роках село належало до Келецького воєводства.

## Демографія
Демографічна структура на день 31 березня 2011 року:
|          | Загалом | Допрацездатний вік | Працездатний вік | Постпрацездатний вік |
| -------- | ------- | ------------------ | ---------------- | -------------------- |
| Чоловіки | 441     | 79                 | 328              | 34                   |
| Жінки    | 362     | 80                 | 208              | 74                   |
| Разом    | 803     | 159                | 536              | 108                  |